# Domaljevac
Domaljevac (srbsky Домаљевац) je město a správní středisko opčiny Domaljevac-Šamac v Bosně a Hercegovině v Posavském kantonu. Nachází se u řeky Sávy, těsně u chorvatských hranic, asi 5 km od Orašje, 9 km od Šamace, 24 km od Gradačace a 214 km od Sarajeva. V roce 2013 žilo v Domaljevaci 4 152 obyvatel. Ve městě není hraniční přechod mezi Chorvatskem a Bosnou a Hercegovinou, protože zde chybí most přes Sávu.
Sousedními městy jsou Gradačac, Modriča a Šamac.